# Arent Berntsen
Arent Berntsen, född 1610 och död 1680 var en dansk-norsk topografisk författare.
Berntsen var född i Bergen, och några år slottsskrivare på Varbergs slott, innan han blev rådstuskrivare och från 1669 rådman i Köpenhamn. Berntsen har författat Danmarckis och Norgis fructbar Herlighed (1656), ett för kunskapen om jordbruksförhållanden och kulturhistoria i 1600-talets Danmark och Norge mycket betydelsefullt arbete.